# Susanna Lorántffy
Susanna Lorántffy, ung. Lorántffy Zsuzsanna, (* um 1600 in Ónod; † 18. April 1660 in Sárospatak, Königreich Ungarn) war eine Förderin der Reformation und Wohltäterin sowie Ehefrau von Georg I. Rákóczi.

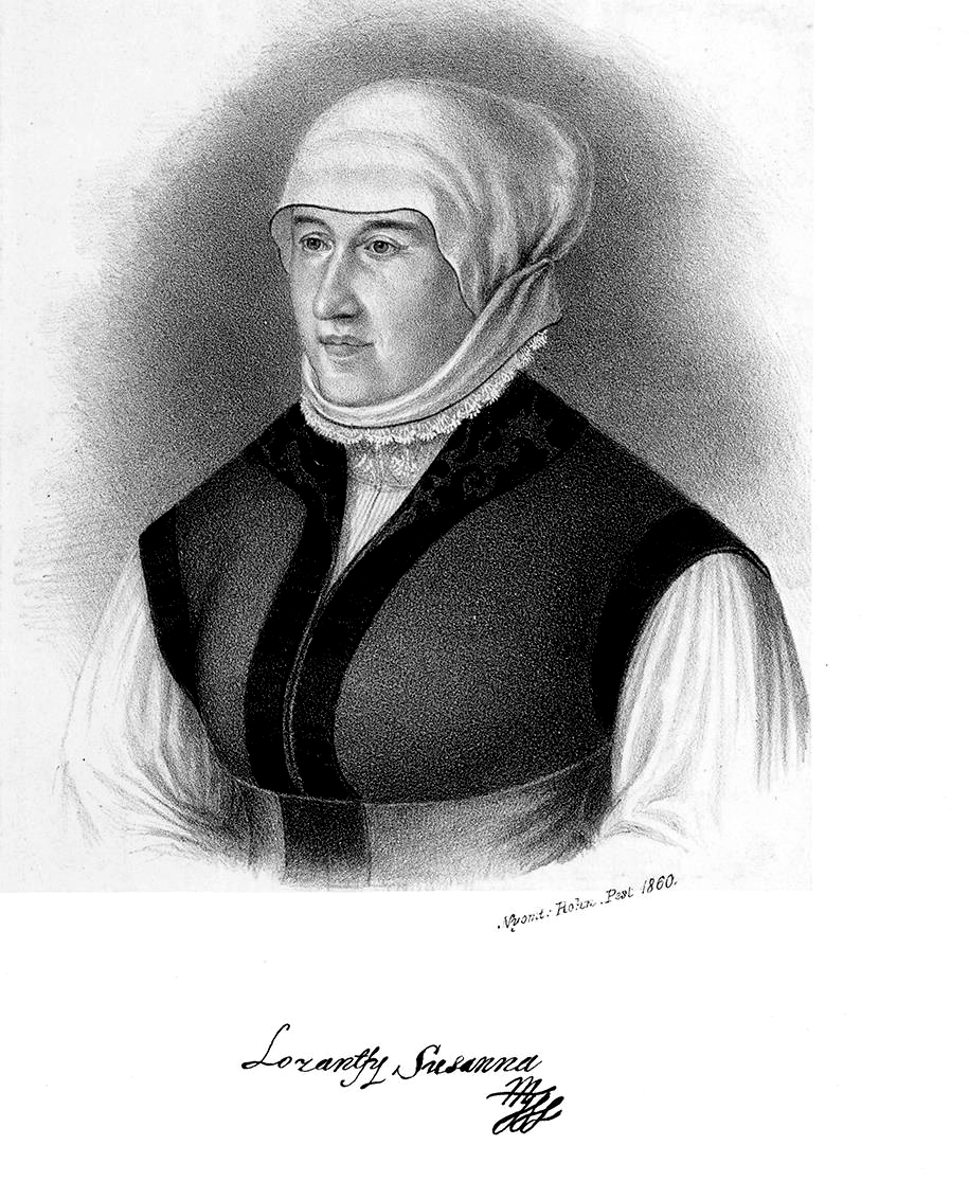
Susanna Lorántffy, die ‚protestantische Königin Siebenbürgens‘

## Leben

### Herkunft und Jugendzeit
Über den Lebenslauf von Susanna Lorántffy ist nur sehr wenig bekannt. Selbst ihr genaues Geburtsdatum blieb uns nicht erhalten. Susanna Lorántffy war die Tochter von Michael Lorántffy (ung. Lorántffy Mihály) und dessen erster Ehefrau Barbara Zeleméri (ung. Zeleméri Borbála). Aus dieser Verbindung stammten auch die beiden Schwestern Elisabeth und Maria. Der Vater war Großgrundbesitzer und einer der einflussreichsten und reichsten Adeligen im Komitat Semplin. Die Mutter starb früh († 1609) und so heiratete der Vater, den Gepflogenheiten der damaligen Zeit entsprechend, nach dem eingehaltenen Trauerjahr im Jahre 1610 Katharina Andrássy (ung. Andrássy Kata). Auch in dieser Ehe wurde noch eine Tochter, Katharina, geboren. Vier Jahre später starb der Vater ganz plötzlich und unerwartet am 26. November 1614.

### Ehejahre
Im Jahre 1616 heiratete Susanna Lorántffy, nur etwa 16-jährig, den damaligen Obergespan des Komitates Borsod, Georg I. Rákóczi, der damals auch Burghauptmann der Burg von Ónod war. Entgegen den Gepflogenheiten der damaligen Zeit war diese Verbindung keine „Vernunftehe“, sondern eine Liebesheirat, die 32 Jahre lang, bis zum Tod von Rákóczi, währte. Als ihr Ehemann im Jahre 1630 zum Fürsten von Siebenbürgen gewählt wurde, wurde der Hauptsitz der Familie nach Karlsburg verlegt. Trotzdem hielt sich Susanna immer wieder in ihrer Burg Sárospatak – die sie als Mitgift in die Ehe brachte – auf. Diese Burg ließ sie schlossartig ausbauen und richtete sie prächtig ein. Sie war eine ausgezeichnete Gärtnerin (ihr sogenanntes „Blumengärtlein“ in der Burg von Sárospatak wird als einer der schönsten Gärten in ganz Ungarn bezeichnet) und besonnene und tüchtige Wirtschafterin.

Als tief religiöse Protestantin – von ihren Zeitgenossen wurde sie als „kalvinistische Nonne“ bezeichnet – lebte sie ihren Glauben. Bei den Rákóczis stand die Ausübung des Glaubens im Mittelpunkt ihres Lebens. Viermal am Tag wurde in Kurzandachten gebetet, jeden Abend wurde die Bibel gelesen. Jeden Dienstag, am Todestag ihres jüngsten Sohnes Franz, wurde gefastet. Sie war Förderin der reformierten Konfession in ihrer Heimat, las regelmäßig die Bibel, zu der sie im Jahre 1641 auch einen Kommentar Moses és a Prophaeták ('Moses und die Propheten') schrieb. Außerdem war Susanna eine begeisterte Förderin der Künste und der Wissenschaften. Bereits 1631 erhielt Sárospatak eine protestantische Lateinschule, die unter ihrem Patronat eine Blütezeit erlebte. Es war ihr Ziel, die Schule zu einer der führenden Anstalten ihrer Art auszubauen. 

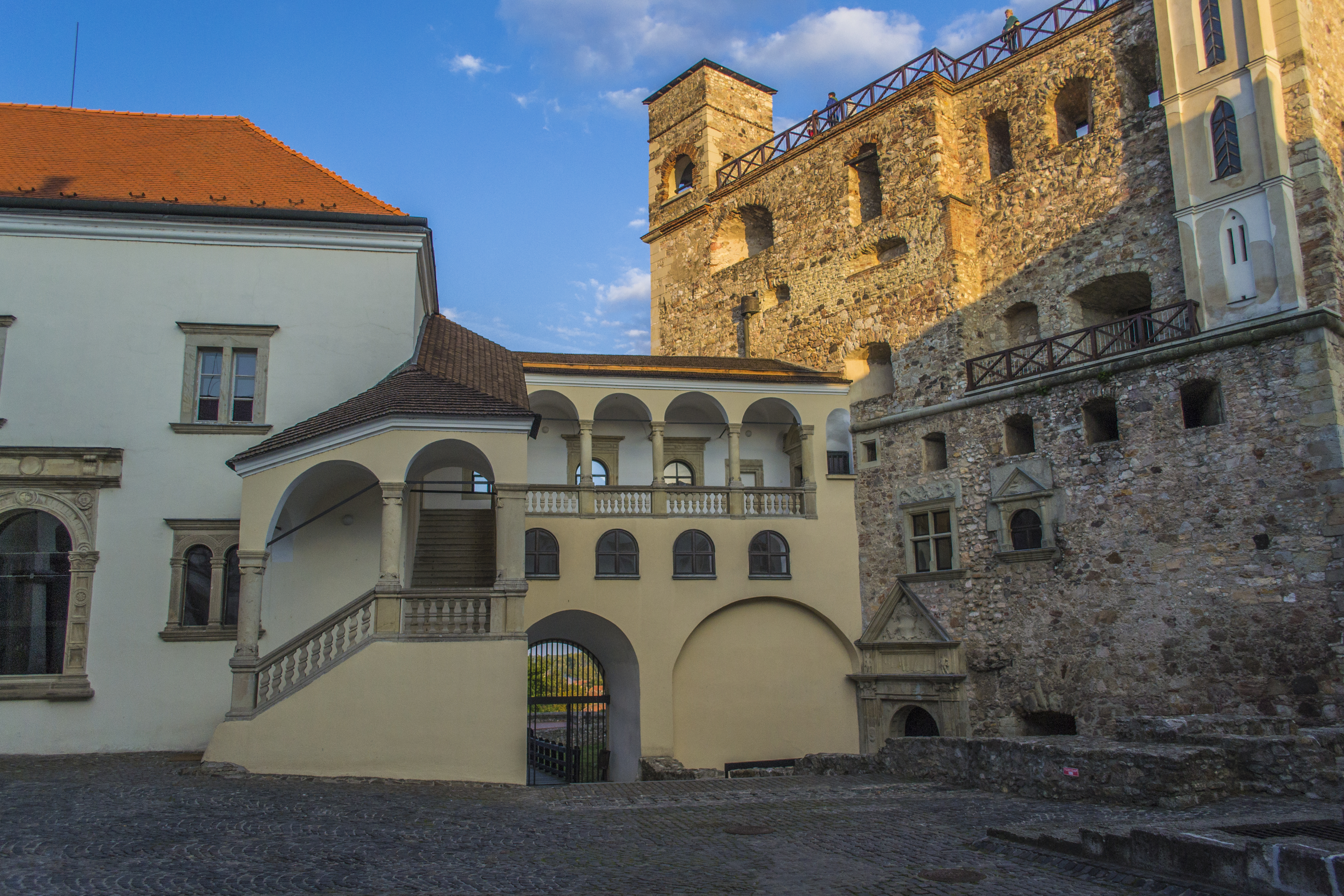
Die Burg Rákóczi in Sárospatak

### Die Witwe
Nach dem Tod ihres Mannes im Jahre 1648 zog sie sich dauerhaft in die Burg von Sárospatak zurück. Ihre Mildtätigkeit sprach sich inzwischen im gesamten Land herum. Sie kümmerte sich nicht nur um die Kinder ihres Volkes, sondern gründete im Jahre 1657 eine Schule für rumänische Schüler. Das ‚Reformierte Kollegium von Sárospatak‘ war auch weiterhin eine Herzensangelegenheit von ihr, sie stattete es mit zahlreichen großzügigen Stiftungen aus. Mit ihrem jüngeren Sohn Sigismund Rákóczi, der mit ihr auf der Burg Sárospatak lebte, berief sie, neben vielen anderen zahlreichen Gelehrten, auch den bedeutenden Pädagogen Johann Amos Comenius zum Lehrer des Kollegiums von Sárospatak, der im Jahre 1650 ankam.
Am 18. April 1660 starb Susanna Lorántffy um 10 Uhr am Abend auf ihrer Burg in Sárospatak. Ihr Wunsch, neben ihrem Ehemann in der Kathedrale von Karlsburg beigesetzt zu werden, ging jedoch nicht in Erfüllung. In unruhiger Zeit ordnete ihre Schwiegertochter Sophia Báthory die Beisetzung in der Schlosskirche (heute katholische St.-Elisabeth-Kirche) von Sárospatak an.

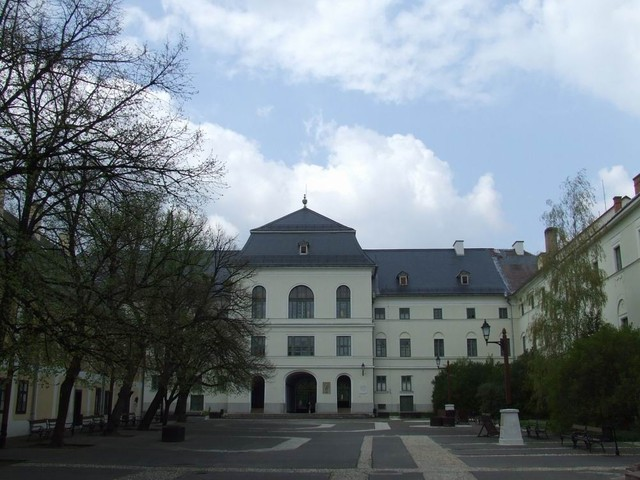
Reformiertes Kollegium von Sárospatak (Innenhof heute)

### Nachkommen
Aus der Ehe mit Georg I. Rákóczi gingen folgende Kinder hervor:
- Samuel (* 1617; † 27. Juni 1618)
- Georg II. (* Sárospatak, 30. Januar 1621; † Großwardein, 7. Juni 1660) ⚭ 1643 mit Sophia Báthory von Somlyó (1629–1680)
- Sigismund (* Sárospatak, 14. Juli 1622; † Fogarasch, 4. Februar 1652) ⚭ 1651 mit Henriette von der Pfalz (1626–1651)
- Franz (* 1624; † 1632)

## Rezeption
Susanna Lorántffy wird bis in die Gegenwart hinein als die selbständigste und am besten ausgebildete Frau Ungarns in der ersten Hälfte des 17. Jahrhunderts betrachtet. Im Bewusstsein der heutigen Menschen ist Susanna Lorántffy auch heute noch präsent. Zahlreiche Schulen, Plätze und Straßen wurden in Ungarn und Siebenbürgen nach ihr benannt. In ihrer Geburtsstadt Ónod, in Sárospatak, Tiszaújváros und vielen anderen Städten wurden ihr Denkmäler errichtet. In der ungarischen Historiographie nimmt sie einen bedeutenden Platz ein.

## Literarische Verarbeitungen
Die Thematik wurde in der ungarischen Literatur mehrfach wahrheitsgemäß aufgearbeitet. 
Die Schriftstellerin Szentmihályné Szabó Maria (* 1888, † 1982) schrieb darüber eine Trilogie:
- Lórántffy Zsuzsanna (1938)
- Örök társak (1938)
- Zrínyi Ilona (1939)

Zsófia Dénes (* 1885, † 1987) schrieb den biographischen Roman  Zrínyi Ilona (1959) und der ungarische Schriftsteller László Passuth (* 1900, † 1979) würdigte diese Zeit in seinem Buch Sasnak körme közöt (1956).